# Alejandro Ganzábal
Alejandro Ganzábal (Buenos Aires, 16 febbraio 1960) è un ex tennista argentino.
È il fratello minore di Julián Ganzábal, a sua volta tennista professionista.

## Carriera
Nei tornei dello Slam il risultato migliore è stato il terzo turno raggiunto durante il Roland Garros 1981 dove è stato eliminato da José Luis Clerc. L'anno successivo ha raggiunto la finale al torneo di Buenos Aires dove si è arreso al connazionale nonché testa di serie numero uno Guillermo Vilas. Ha conquistato un torneo nel doppio maschile, durante il Grand Prix Bari 1985 è sceso in campo insieme a Claudio Panatta e sono riusciti a trionfare sconfiggendo nell'incontro decisivo la prima testa di serie.
Ha fatto parte della squadra argentina di Coppa Davis nel biennio 1982-83 senza tuttavia riuscire a vincere degli incontri

## Statistiche

### Singolare

#### Finali perse (1)
| Numero | Anno | Torneo                         | Superficie  | Avversario in finale | Punteggio |
| 1.     | 1982 | ATP Buenos Aires, Buenos Aires | Terra rossa | Guillermo Vilas      | 2–6, 4–6  |

### Doppio

#### Vittorie (1)
| Numero | Anno | Torneo                                | Superficie  | Compagno        | Avversari in finale          | Punteggio |
| 1.     | 1985 | Hypo Group Tennis International, Bari | Terra rossa | Claudio Panatta | Marcel Freeman Laurie Warder | 6–4, 6–2  |